# 頂廍子
頂廍子，原寫為頂廍仔，是臺灣彰化縣芳苑鄉的一個傳統地域名稱，位於該鄉西南部。相較於今日行政區，其範圍大致與頂廍村相近。

## 歷史
台灣清治末期至日治初期，頂廍子地區為一街庄，稱為「頂廍仔庄」，隸屬於深耕堡。該庄西北及北與番挖庄為鄰，東北與後藔庄為鄰，東南邊及南邊為路上厝庄，西南邊為新街庄。
1901年（日治明治三十四年）11月，全台廢縣廳改設二十廳，該庄隸屬於彰化廳。1903年（明治三十六年）6月，該庄編入「番挖區」，隸屬於彰化廳。1909年（明治四十二年）10月，合併二十廳為十二廳，番挖區改隸屬於臺中廳。1920年（大正九年），廢廳、支廳、區、街庄（舊制）改設州、郡、街庄（新制）、大字，該庄改制並雅化為「頂廍子」大字，隸屬於臺中州北斗郡沙山庄。
戰後沙山庄改制為沙山鄉，隸屬於臺中縣，大字亦改制為村。1946年2月，沙山鄉改名為芳苑鄉。1950年10月，中、彰、投分治，芳苑鄉改隸屬彰化縣。

## 聚落
本地區發展較早的聚落有頂廍仔、隙仔、湳仔等，在日治期初期的官方地圖上已有記載。

## 交通
縣道150號（斗苑路頂後段、斗苑路三合段）是芳苑至南投的道路，大致以西北—東南走向經過本地區東北部。由該道路向西北可前往芳苑市區並止於省道台17線路口，向東南轉東南東可前往二林、埤頭、國道1號北斗交流道、北斗、田中、名間西北部、南投等地。
鄉道彰157線（中正路、上林路頂廍段）是永興至魚寮的道路，大致以北北東—南南西走向由本地區北部邊界東側入境後，至縣道150號路口轉東南與其共線，至上林路頂廍段路口轉南南西獨行，經頂廍、隙子聚落後轉東南微南以至出境。由該道路向北北東可前往埤腳、溝子墘並止於鄉道彰121-1線轉角路口，向東南微南可前往路上厝、魚寮並止於縣道143號路口。